# Fusinus nicobaricus
Ốc mỏ chim Nicobar (Danh pháp khoa học: Fusinus nicobaricus) là một loại ốc biển trong họ Fasciolariidae)

## Đặc điểm
Chúng là loại ốc có vỏ trung bình, thon dài, và đặc trưng bởi những dường xoắn ốc dài và có hình xi phông dài. Miệng dạng trứng, màu trắng, môi lớn có nhiều răng cưa. Bên ngoài vỏ có màu trắng với những đóm đen và có nhiều đường gân dọc theo những vòng xoắn. Sống ở vùng xa bờ, đáy cát. Vùng phân bổ ở Vũng Tàu, Khánh Hòa, Phan Thiết, Đảo Côn Sơn. Kích cỡ khoảng từ 75–200 mm.